# 김대중컨벤션센터역
김대중컨벤션센터(마륵)역(Kim Daejung Convention Center(Mareuk)Station, 金大中컨벤션센터(馬勒)驛)은 대한민국 광주광역시 서구 마륵동에 있는 광주 도시철도 1호선의 지하철역이다. 상무역과는 병창천 하저터널로, 공항역과는 극락교 하저터널로 각각 연결되어 있다.

## 특징
김대중컨벤션센터역에서 평동역까지를 관장하는 관리역이다. 극락교 하저터널로 공항역과 연결된다. 마륵은 유상병기역명이며, 인근에 김대중컨벤션센터가 있다. 역사 내에 인권을 주제로 한 인권테마역사관이 있다. 주변에 연계되는 시설이 적어서 이용 빈도가 많이 적은 편이다.

## 역명에 관한 이야기
- 강원특별자치도 춘천시에 위치한 경춘선 김유정역에 이어 대한민국에서 두 번째로 인명이 사용되었다.
- 대한민국의 대통령이었던 김대중의 이름이 역명으로 사용되었다.
- 대한민국에서 인명을 넣은 시설물 이름들 중 몇 안 되게 당시 살아있는 사람의 이름이 사용되기도 하였다.[1]
- 건설 당시 임시 역명은 서창역(西倉驛)이었다.

## 역 구조
2면 2선의 상대식 승강장이 있는 지하역으로, 승강장에는 스크린도어가 설치되어 있다.
대합실을 통하여 반대편 승강장으로 이동할 수 있다.

### 승강장
| 상무 ↑ |
| \| 상  |
| ↓ 공항 |

| 상행 | ● 광주 도시철도 1호선 | 녹동 방면 |
| 하행 | ● 광주 도시철도 1호선 | 평동 방면 |

## 역 주변
- 1번출구

광주교통공사, 삼성전자서비스센터 상무지점 방면
- 2번출구

광주교통공사,서창교차로방면
- 3번출구

서창교차로방면
- 4번출구

김대중컨벤션센터, 우미아파트, 마륵마을, 홀리데이 인 광주호텔
- 5번출구

하나부동산, 마륵마을, 마륵동오리촌
- 6번출구

전남고등학교, 라인동산아파트, 치평초등학교, 광주제일신협, 한울림국악학원, 엔학고레교회, 서창농협컨벤션지점, 광주인터넷뉴스, 장수돌침대, TG삼보서비스 광주센터, 전남중학교

## 승차량 변동
| 노선  | 승차 인원 | 승차 인원 | 승차 인원 | 승차 인원 | 승차 인원 | 승차 인원 | 승차 인원 | 승차 인원 | 승차 인원 | 승차 인원 |
| 노선  | 2008년    | 2009년    | 2010년    | 2011년    | 2012년    | 2013년    | 2014년    | 2015년    | 2016년    | 2017년    |
| ----- | --------- | --------- | --------- | --------- | --------- | --------- | --------- | --------- | --------- | --------- |
| 1호선 | 508       | 748       | 877       | 958       | 1004      | 1048      | 1063      | 1122      | 1163      | 1158      |

## 인접한 역
| 광주 도시철도 1호선 | 광주 도시철도 1호선   | 광주 도시철도 1호선 |
| ------------------- | --------------------- | ------------------- |
| 113 상무 녹동 방면  | ● 광주 도시철도 1호선 | 115 공항 평동 방면  |